# Iwan Bilodid

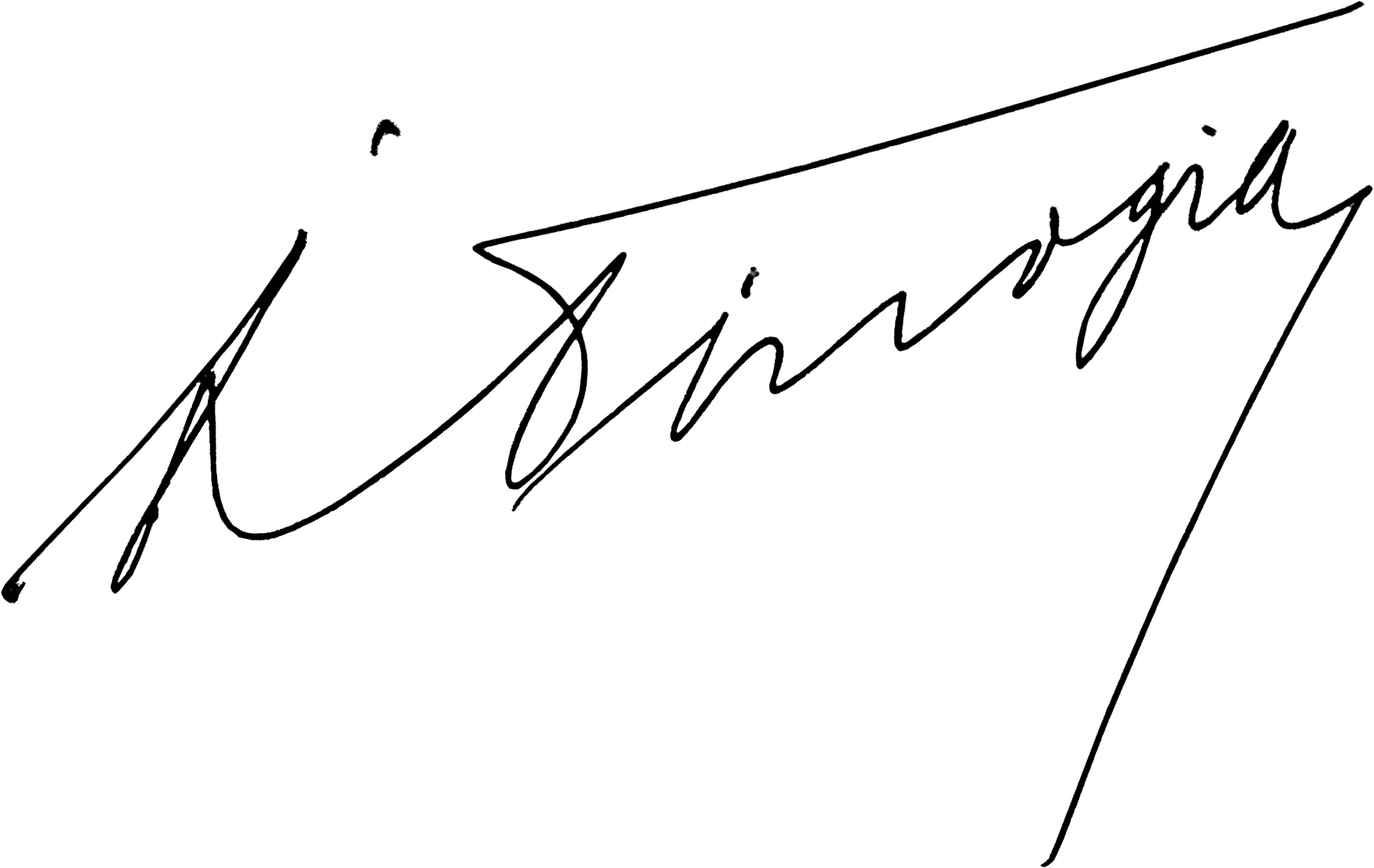
Signatur Iwan Bilodid

Iwan Kostjantynowytsch Bilodid (ukrainisch Іван Костянтинович Білодід, russisch Иван Константинович Белодед Iwan Konstantinowitsch Beloded; * 16. Augustjul. / 29. August 1906greg. in Uspenka, Russisches Kaiserreich; † 21. September 1981 in Kiew, Ukrainische SSR) war ein ukrainisch-sowjetischer Linguist.

## Leben
Iwan Bilodid kam 1906 im Dorf Uspenka in der heute ukrainischen Oblast Kirowohrad in einer Bauernfamilie zur Welt.
Er absolvierte 1932 die Fakultät für Literatur und Linguistik der Universität Charkiw und unterrichtete anschließend bis 1941 an Hochschulen in Charkiw und Lwiw.
Am Deutsch-Sowjetischen Krieg nahm er als Soldat teil. Von 1946 an (von 1961 bis 1981 als Direktor) war er am Institut für Linguistik der Akademie der Wissenschaften der Ukrainischen SSR tätig und lehrte gleichzeitig (von 1956 an als Professor) an der Universität Kiew.
Seit 1943 war er Mitglied der KPdSU und vom 18. Februar 1957 bis zum 22. Mai 1962 war er Bildungsminister der Ukrainischen SSR.
Er wurde 1957 Mitglied der Akademie der Wissenschaften der Ukrainischen SSR und 1972 der
Akademie der Wissenschaften der UdSSR.
Bilodid war Autor von Werken zur slawischen Linguistik, ukrainischen Sprache und Soziolinguistik.
Er starb 75-jährig in Kiew und wurde dort auf dem Baikowe-Friedhof bestattet.

## Ehrungen
Bilodid erhielt zahlreiche Orden und Ehrungen. Darunter:
- 2 × Leninorden[1][3]
- Orden des Roten Banners der Arbeit[1]
- 1983 erhielt er posthum den Staatspreis der UdSSR.[4]